# Michael Orozco Fiscal
Michael Orozco Fiscal (Orange (Californië), 7 februari 1986) is een Amerikaans voetballer. In 2014 verruilde hij San Luis definitief voor Puebla FC, na eerder op huurbasis bij die club gespeeld te hebben.

## Clubcarrière
Orozco Fiscal maakte zijn professionele debuut bij San Luis in Mexico. In 2010 leende San Luis Fiscal uit aan Amerikaanse MLS-club Philadelphia Union. Philadelphia Union besloot aan het einde van het jaar de optie koop echter niet te lichten en Fiscal vertrok terug naar San Luis. In 2013 werd Orozco Fiscal geleend aan Puebla waar hij een dusdanig goede indruk maakte dat hij niet veel later de definitieve stap maakte naar de Mexicaanse club. Voor Puebla speelde Orozco meer dan tachtig wedstrijden in de Liga MX, alvorens na het seizoen 2014/15 de overstap te maken naar Club Tijuana.

## Interlandcarrière
Fiscal representeerde verschillende malen het voetbalelftal onder 23 van de Verenigde Staten. Op 28 augustus 2008 werd Fiscal opgeroepen voor het Amerikaanse nationale team in voorbereiding op kwalificatiewedstrijden tegen Cuba en Trinidad en Tobago. Zijn debuut voor het Amerikaanse elftal maakte hij op 15 oktober 2008.
Na zijn wedstrijd tegen Trinidad en Tobago duurde het bijna drie jaar voordat Orozco Fiscal opnieuw een wedstrijd speelde voor de VS. Uiteindelijk stond hij op 10 augustus 2011 weer op het veld voor de Amerikanen in een vriendschappelijke interland tegen Mexico. Een jaar later vertegenwoordigde hij Amerika opnieuw tegenover de Mexicanen. Dit keer maakte hij het enige doelpunt van de wedstrijd, wat voor Amerika de eerste gewonnen wedstrijd tegen hun rivaal op Mexicaanse grond betekende. Orozco won op 28 juli 2013 met de Verenigde Staten de Gold Cup. Hij speelde in alle drie de groepswedstrijden maar raakte later in het toernooi zijn plaats kwijt aan Matt Besler.
| Interlands van Michael Orozco Fiscal voor de Verenigde Staten | Interlands van Michael Orozco Fiscal voor de Verenigde Staten | Interlands van Michael Orozco Fiscal voor de Verenigde Staten | Interlands van Michael Orozco Fiscal voor de Verenigde Staten | Interlands van Michael Orozco Fiscal voor de Verenigde Staten | Interlands van Michael Orozco Fiscal voor de Verenigde Staten | Interlands van Michael Orozco Fiscal voor de Verenigde Staten |
| №                                                             | Datum                                                         | Wedstrijd                                                     | Uitslag                                                       | Competitie                                                    | Goals                                                         |                                                               |
| Als speler bij Club San Luis                                  | Als speler bij Club San Luis                                  | Als speler bij Club San Luis                                  | Als speler bij Club San Luis                                  | Als speler bij Club San Luis                                  | Als speler bij Club San Luis                                  | Als speler bij Club San Luis                                  |
| ------------------------------------------------------------- | ------------------------------------------------------------- | ------------------------------------------------------------- | ------------------------------------------------------------- | ------------------------------------------------------------- | ------------------------------------------------------------- | ------------------------------------------------------------- |
| 1                                                             | 15 oktober 2008                                               | Trinidad en Tobago – Verenigde Staten                         | 2 – 1                                                         | Kwalificatie WK 2010                                          | 0                                                             |                                                               |
| 2                                                             | 10 augustus 2011                                              | Verenigde Staten – Mexico                                     | 1 – 1                                                         | Vriendschappelijk                                             | 0                                                             |                                                               |
| 3                                                             | 2 september 2011                                              | Verenigde Staten – Costa Rica                                 | 0 – 1                                                         | Vriendschappelijk                                             | 0                                                             |                                                               |
| 4                                                             | 8 oktober 2011                                                | Verenigde Staten – Honduras                                   | 1 – 0                                                         | Vriendschappelijk                                             | 0                                                             |                                                               |
| 5                                                             | 15 augustus 2012                                              | Mexico – Verenigde Staten                                     | 0 – 1                                                         | Vriendschappelijk                                             | 1                                                             |                                                               |
| 6                                                             | 9 juli 2013                                                   | Belize – Verenigde Staten                                     | 1 – 6                                                         | CONCACAF Gold Cup                                             | 1                                                             |                                                               |
| 7                                                             | 13 juli 2013                                                  | Verenigde Staten – Cuba                                       | 4 – 1                                                         | CONCACAF Gold Cup                                             | 0                                                             |                                                               |
| 8                                                             | 16 juli 2013                                                  | Verenigde Staten – Costa Rica                                 | 1 – 0                                                         | CONCACAF Gold Cup                                             | 0                                                             |                                                               |
| 9                                                             | 21 juli 2013                                                  | Verenigde Staten – El Salvador                                | 5 – 1                                                         | CONCACAF Gold Cup                                             | 0                                                             |                                                               |
| Als speler bij Puebla FC                                      |                                                               |                                                               |                                                               |                                                               |                                                               |                                                               |
| 10                                                            | 6 september 2013                                              | Costa Rica – Verenigde Staten                                 | 3 – 1                                                         | Kwalificatie WK 2014                                          | 0                                                             |                                                               |
| 11                                                            | 15 oktober 2013                                               | Panama – Verenigde Staten                                     | 2 – 3                                                         | Kwalificatie WK 2014                                          | 1                                                             |                                                               |
| 12                                                            | 3 september 2014                                              | Tsjechië – Verenigde Staten                                   | 0 – 1                                                         | Vriendschappelijk                                             | 0                                                             |                                                               |
| 13                                                            | 10 oktober 2014                                               | Verenigde Staten – Ecuador                                    | 1 – 1                                                         | Vriendschappelijk                                             | 0                                                             |                                                               |
| 14                                                            | 25 maart 2015                                                 | Denemarken – Verenigde Staten                                 | 3 – 2                                                         | Vriendschappelijk                                             | 0                                                             |                                                               |
| 15                                                            | 31 maart 2015                                                 | Zwitserland – Verenigde Staten                                | 1 – 1                                                         | Vriendschappelijk                                             | 0                                                             |                                                               |
| 16                                                            | 5 juni 2015                                                   | Nederland – Verenigde Staten                                  | 3 – 4                                                         | Vriendschappelijk                                             | 0                                                             |                                                               |
| Als speler bij Club Tijuana                                   |                                                               |                                                               |                                                               |                                                               |                                                               |                                                               |
| 17                                                            | 4 september 2015                                              | Verenigde Staten – Peru                                       | 2 – 1                                                         | Vriendschappelijk                                             | 0                                                             |                                                               |
| 18                                                            | 8 september 2015                                              | Verenigde Staten – Brazilië                                   | 1 – 4                                                         | Vriendschappelijk                                             | 0                                                             |                                                               |
| 19                                                            | 13 oktober 2015                                               | Verenigde Staten – Costa Rica                                 | 0 – 1                                                         | Vriendschappelijk                                             | 0                                                             |                                                               |
| 20                                                            | 17 november 2015                                              | Trinidad en Tobago – Verenigde Staten                         | 0 – 0                                                         | Kwalificatie WK 2018                                          | 0                                                             |                                                               |
| 21                                                            | 31 januari 2016                                               | Verenigde Staten – IJsland                                    | 3 – 2                                                         | Vriendschappelijk                                             | 1                                                             |                                                               |
| 22                                                            | 25 maart 2016                                                 | Guatemala – Verenigde Staten                                  | 2 – 0                                                         | Kwalificatie WK 2018                                          | 0                                                             |                                                               |

Bijgewerkt op 24 april 2016.